# 2522-es mellékút (Magyarország)
A 2522-es számú mellékút egy bő 11 kilométeres hosszúságú, négy számjegyű országos közút Borsod-Abaúj-Zemplén vármegye területén.

## Nyomvonala
A 25-ös útból ágazik ki, annak 72+650-es kilométerszelvényénél – a Táblai temető mellett – lévő ózdi körforgalomból, déli irányban, Dózsa György út néven. Néhány száz méter után keresztezi a Miskolc–Bánréve–Ózd-vasútvonalat, majd egy rövid időre amellé fordul, délnyugati irányba. Első kilométerénél halad el Ózd alsó megállóhely mellett, majd ismét délebbnek veszi az irányt; áthalad a Hangony-patak folyása fölött és délebbnek fordul, a patak egy mellékágának völgyébe. Keresztülhalad Sajóvárkony városrészen, majd Kistó városrész keleti szélén húzódik, már Dobó István út néven.
Ózd utolsó házai előtt, a 2+400-as kilométerszelvénye közelében kiágazik belőle délkelet felé a 2524-es út, az út pedig erdőborította hegyek között halad tovább. Hetedik kilométere előtt lép át Sáta területére, ott ér véget, a település központjában, Széchenyi István utca néven, a 2521-es útba beletorkollva, annak 2+550-es kilométerszelvényénél. Teljes hossza az országos közutak térképes nyilvántartását szolgáló kira.gov.hu adatbázisa szerint 11,262 kilométer.